# Kolonizacja Europy
Europa – czwarty co do wielkości księżyc Jowisza – jest przedmiotem zarówno fantastyki naukowej i naukowych spekulacji na temat przyszłej ludzkiej kolonizacji. Geofizyczne cechy Europy, w tym ewentualny podlodowy ocean, stwarzają możliwość, że życie ludzkie może być podtrzymywane na powierzchni lub pod nią.

## Wykonalność
Europa jako cel dla ludzkiej kolonizacji ma wiele zalet w porównaniu do innych ciał zewnętrznych Układu Słonecznego, ale co za tym idzie nie jest pozbawiona wyzwań.

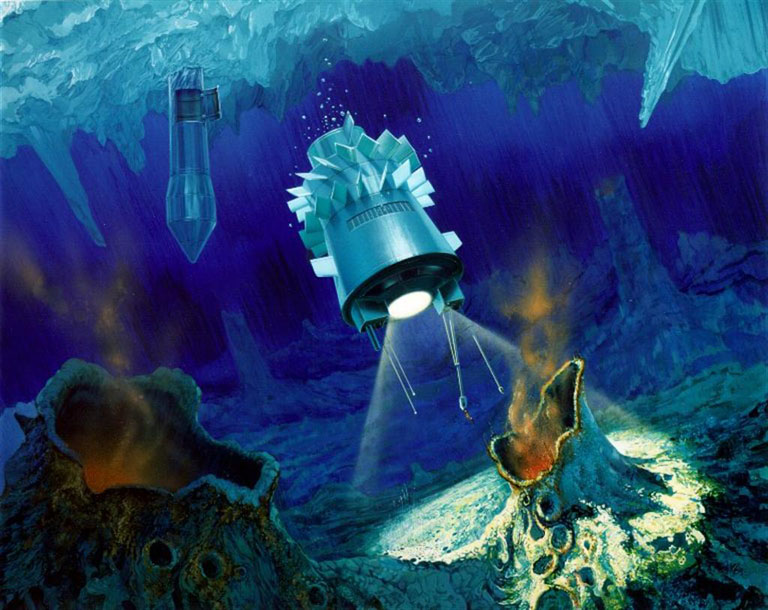
Wizja artysty o hipotetycznym oceanie na Europie

### Możliwe zalety
Uważa się, że Europa ma ciekły ocean pod lodowatą powierzchnią.  Dostęp do tego oceanu w postaci ciekłej wody stanowi poważną trudność, ale obfitość wody na Europie jest korzystna dla wszelkich rozważań na temat kolonizacji. Woda może nie tylko zaspokoić potrzeby kolonistów, ale także może zostać użyta w celu zapewnienia tlenu.

### Możliwe problemy
Kolonizacja Europy wiąże się z wieloma trudnościami. Jedna z nich to wysoki poziom promieniowania z pasma promieniowania Jowisza. Jest on około 10 razy wyższy niż w pasie promieniowania radiacyjnego Van Allena. Europa otrzymuje 5,4 Sv (540 rem) promieniowania dziennie, co stanowi około 1800 razy więcej niż średnia roczna dawka człowieka na Ziemi na poziomie morza. Aby przetrwać, koloniści musieliby zejść pod powierzchnię.
Innym problemem jest to, że temperatura powierzchni na Europie zwykle wynosi –170 °C.
Niska grawitacja Europy również może stanowić wyzwanie dla kolonizacji. Wpływ niskiej grawitacji na zdrowie człowieka jest wciąż przedmiotem badań. Niska grawitacja może powodować utratę gęstości kości, utratę gęstości mięśni i osłabiać układ odpornościowy.

## Plan kolonizacji projektu Artemis
W 1997 r. Projekt Artemis opracował plan kolonizacji Europy. Zgodnie z tym planem odkrywcy utworzą najpierw małą bazę na powierzchni. Stamtąd przewiercą pod lodową skorupę Europy, wchodząc w postulowany podpowierzchniowy ocean. Koloniści utworzyliby (lub prawdopodobnie znaleźli) kieszeń między lodową powierzchnią a płynnym wnętrzem, w której powstałaby baza. Lokalizacja ta byłaby chroniona przed promieniowaniem przez górną część lodu i znajdowałaby się w bardziej odpowiedniej dla człowieka temperaturze niż na powierzchni.